# فرودگاه کمپینا گرند
فرودگاه کمپینا گرند (به انگلیسی: Campina Grande Airport) (به زبان بومی: Aeroporto Presidente João Suassuna-Campina Grande) یک فرودگاه همگانی مسافربری با کد یاتا CPV است که یک باند فرود آسفالت دارد و طول باند آن ۱۶۰۰ متر است. این فرودگاه در کشور برزیل قرار دارد و در ارتفاع ۵۰۲ متری از سطح دریا واقع شده‌است.

## شرکت‌های هواپیمایی و مقصدهای پروازی
The following destinations are served from Soroako Airport:
| شرکت‌های هواپیمایی    | مقصدهای پروازی |
| -------------------- | -------------- |
| اندونزی ایر ترنسپورت | سلطان حسن‌الدین |